# 塞缪尔·S·威尔克斯
塞缪尔·S·威尔克斯 （英語：Samuel Stanley Wilks, 1906年6月17日—1964年3月7日）是一位美国数学家，在数理统计学领域有突出贡献，尤其是实践方面。

## 生平
1906年出生在美国德克萨斯州，在农场中长大。学习过工业艺术，1926年在北德克萨斯大学得到学士学位。1928年在德克萨斯大学得到数学硕士学位，之后在埃弗雷特·富兰克林·林德奎斯特指导下获得爱荷华大学博士学位。他的博士论文关于教育中的统计量化，发布在《教育心理学期刊》上。
1933年任教于普林斯顿大学，1938年成为《数理统计学年鉴》期刊编辑，代替哈利·克莱德·卡弗。他邀请了统计学和概率论著名学者进入期刊的顾问团队，包括罗纳德·费希尔、耶日·内曼和埃贡·皮尔逊等。在第二次世界大战期间，他是美国海军研究办公室的顾问团队成员之一，无论是二战中还是战后，他都将统计学理论很好运用到了军事计划之中。1944年被选为普林斯顿大学数学系教授和数理统计系主任。1958年成为该校数学系主任。
1964年3月7日在普林斯顿 (新泽西州)逝世，享年57岁。

## 荣誉
美国统计协会以他的名字命名统计学奖项威尔克斯纪念奖，表彰他的卓越贡献。